# Centrala Spółdzielni Wytwórczych Solidarność
Centrala Spółdzielni Wytwórczych Solidarność – zrzeszenie żydowskich spółdzielni w Polsce w latach 1946–49. Powstałe w wyniku wysiłków komunistów polskich, w zamierzeniu zrzeszenie miało zmienić negatywny obraz Żydów w społeczeństwie polskim, kojarzony z lichwą, handlem żywym towarem i spekulantami. W opozycji do CSW Solidarność powstawały syjonistyczne kibuce, tworzone przez poszczególne partie Żydów polskich, mające w swym założeniu przygotować Żydów do emigracji do Palestyny.